# Ringer-Europameisterschaften 2023
Die Ringer-Europameisterschaften 2023 fanden vom 17. bis 23. April 2023 in der kroatischen Hauptstadt Zagreb statt. Veranstaltungsort war die Arena Zagreb.
Die Meisterschaften umfassten Wettkämpfe in jeweils zehn Gewichtsklassen in den Disziplinen Freistil der Frauen, Freistil der Männer sowie griechisch-römischer Stil der Männer.

## Teilnehmer
Zu den Ringer-Europameisterschaften 2023 waren 123 Athletinnen und 348 Athleten aus 37 Nationen angemeldet. Russische und belarussische Athleten waren aufgrund des Russisch-Ukrainischen Krieges abermals von den Wettkämpfen ausgeschlossen. Die Anfang April 2023 getroffene Entscheidung der United World Wrestling, Athleten aus Russland und Belarus unter neutraler Flagge und bei Erfüllung noch zu bestimmender Bedingungen an Wettkämpfen teilnehmen zu lassen, fand bei diesen Europameisterschaften noch keine Anwendung.
Liste der Teilnehmernationen:
| - Albanien (6) - Armenien (18) - Aserbaidschan (28) - Belgien (1) - Bulgarien (25) - Dänemark (3) - Deutschland (25) - Estland (9) - Finnland (6) - Frankreich (19) - Georgien (20) - Griechenland (9) - Israel (8) | - Italien (18) - Kosovo (1) - Kroatien (14) - Lettland (3) - Litauen (13) - Moldau (22) - Niederlande (2) - Nordmazedonien (10) - Norwegen (8) - Österreich (8) - Polen (23) - Portugal (1) - Rumänien (17) | - San Marino (2) - Schweden (11) - Schweiz (11) - Serbien (21) - Slowakei (8) - Spanien (12) - Tschechien (4) - Türkei (30) - Ukraine (30) - Ungarn (23) - Vereinigtes Königreich (1) - Refugee-Team (1) |

Aus dem D-A-CH-Raum wurden folgende Athleten für die Teilnahme gemeldet:

### Deutsches Team
- Freistil Frauen: Anastasia Blayvas (bis 53 kg), Annika Wendle (bis 55 kg), Elena Brugger (bis 57 kg), Sandra Paruszewski (bis 59 kg), Luisa Niemesch (bis 62 kg), Eyleen Sewina (bis 68 kg), Lilly Schneider (bis 72 kg), Francy Rädelt (bis 76 kg)
- Freistil Männer: Horst Lehr (bis 57 kg), Niklas Stechele (bis 61 kg), Andre Clarke (bis 65 kg), Kevin Henkel (bis 70 kg), Lars Schäfle (bis 86 kg), Joshua Morodion (bis 92 kg), Erik Thiele (bis 97 kg), Gennadij Cudinovic (bis 125 kg)
- Griechisch-römischer Stil Männer:[5] Fabian Schmitt (bis 55 kg), Christopher Kraemer (bis 60 kg), Witalis Lazovski (bis 67 kg), Michael Widmayer (bis 72 kg), Samuel Bellscheidt (bis 77 kg), Roland Schwarz (bis 82 kg), Hannes Wagner (bis 87 kg), Peter Öhler (bis 97 kg), Franz Richter (bis 130 kg)

### Österreichisches Team
- Freistil Frauen: Martina Kuenz (bis 76 kg)
- Freistil Männer: Simon Marchl (bis 74 kg), Benjamin Greil (bis 86 kg), Johannes Ludescher (bis 125 kg)
- Griechisch-römischer Stil Männer: Aker Schmid (bis 63 kg), Michael Wagner (bis 82 kg), Lukas Staudacher (bis 87 kg), Markus Ragginger (bis 97 kg)

### Schweizer Team
- Freistil Frauen: Svenja Jungo (bis 50 kg)
- Freistil Männer: Thomas Epp (bis 57 kg), Nino Leutert (bis 65 kg), Marc Dietsche (bis 70 kg), Tobias Portmann (bis 74 kg), Samuel Scherrer (bis 97 kg)
- Griechisch-römischer Stil Männer: Andreas Vetsch (bis 67 kg), Michael Portmann (bis 72 kg), Marc Weber (bis 82 kg), Damian von Euw (bis 87 kg), Delian Alishahi (bis 130 kg)

## Freistil, Männer
| Klasse | Gold                  | Silber                  | Bronze                   |
| ------ | --------------------- | ----------------------- | ------------------------ |
| 57 kg  | Aliabbas Rzazade      | Süleyman Atlı           | Horst Lehr               |
| 57 kg  | Aliabbas Rzazade      | Süleyman Atlı           | Georgi Wangelow          |
| 61 kg  | Arsen Harutjunjan     | Selimchan Abakarow      | Emrah Ormanoğlu          |
| 61 kg  | Arsen Harutjunjan     | Selimchan Abakarow      | Schota Partenadse        |
| 65 kg  | Wasgen Tewanjan       | Mikjaj Naim             | Erik Aruschanjan         |
| 65 kg  | Wasgen Tewanjan       | Mikjaj Naim             | Edem Bolkwadse           |
| 70 kg  | Hacı Əliyev           | Ramasan Ramasanow       | Vasile Diacon            |
| 70 kg  | Hacı Əliyev           | Ramasan Ramasanow       | Ihor Nykyforuk           |
| 74 kg  | Taimuras Salkasanow   | Frank Chamizo           | Awtandil Kentschadse     |
| 74 kg  | Taimuras Salkasanow   | Frank Chamizo           | Soner Demirtaş           |
| 79 kg  | Wasil Michailow       | Georgios Kougioumtsidis | Chetag Zabolow           |
| 79 kg  | Wasil Michailow       | Georgios Kougioumtsidis | Achmad Magomedow         |
| 86 kg  | Dauren Kuruglijew     | Myles Amine             | Abubakr Abakarow         |
| 86 kg  | Dauren Kuruglijew     | Myles Amine             | Sebastian Jezierzański   |
| 92 kg  | Feyzullah Aktürk      | Osman Nurmagomedow      | Mirian Maissuradse       |
| 92 kg  | Feyzullah Aktürk      | Osman Nurmagomedow      | Ermak Kardanov           |
| 97 kg  | Giwi Matscharaschwili | Magomedchan Magomedow   | İbrahim Çiftçi           |
| 97 kg  | Giwi Matscharaschwili | Magomedchan Magomedow   | Wladislaw Baizajew       |
| 125 kg | Taha Akgül            | Geno Petriaschwili      | Giorgi Meschwildischwili |
| 125 kg | Taha Akgül            | Geno Petriaschwili      | Dániel Ligeti            |

## Griechisch-römisch, Männer
| Klasse | Gold                  | Silber               | Bronze              |
| ------ | --------------------- | -------------------- | ------------------- |
| 55 kg  | Adem Uzun             | Eldaniz Azizli       | Denis Mihai         |
| 55 kg  | Adem Uzun             | Eldaniz Azizli       | Nugsari Zurzumia    |
| 60 kg  | Edmond Armen Nasarjan | Victor Ciobanu       | Nihat Məmmədli      |
| 60 kg  | Edmond Armen Nasarjan | Victor Ciobanu       | Georgi Tibilow      |
| 63 kg  | Leri Abuladse         | Taleh Məmmədov       | Abu-Muslim Amajew   |
| 63 kg  | Leri Abuladse         | Taleh Məmmədov       | Hratschja Poghosjan |
| 67 kg  | Hasrat Jafarov        | Dschoni Chezuriani   | Parwis Nassibow     |
| 67 kg  | Hasrat Jafarov        | Dschoni Chezuriani   | Håvard Jørgensen    |
| 72 kg  | Ülvi Qənizadə         | Ibrahim Ghanem       | Kamil Czarnecki     |
| 72 kg  | Ülvi Qənizadə         | Ibrahim Ghanem       | Selçuk Can          |
| 77 kg  | Malchas Amojan        | Viktor Nemeš         | Zoltán Lévai        |
| 77 kg  | Malchas Amojan        | Viktor Nemeš         | Yunus Emre Başar    |
| 82 kg  | Burhan Akbudak        | Jaroslaw Filtschakow | Roland Schwarz      |
| 82 kg  | Burhan Akbudak        | Jaroslaw Filtschakow | Filip Šačić         |
| 87 kg  | István Takács         | Ali Cengiz           | Semen Nowikow       |
| 87 kg  | István Takács         | Ali Cengiz           | Lascha Gobadse      |
| 97 kg  | Artur Aleksanjan      | Kiril Milow          | Micheil Kadschaia   |
| 97 kg  | Artur Aleksanjan      | Kiril Milow          | Artur Omarov        |
| 130 kg | Rıza Kayaalp          | Sabah Şəriəti        | Iakob Kadschaia     |
| 130 kg | Rıza Kayaalp          | Sabah Şəriəti        | Oskar Marvik        |

## Freistil, Frauen
| Klasse | Gold                    | Silber              | Bronze               |
| ------ | ----------------------- | ------------------- | -------------------- |
| 50 kg  | Mariya Stadnik          | Oksana Liwatsch     | Evin Demirhan        |
| 50 kg  | Mariya Stadnik          | Oksana Liwatsch     | Emanuela Liuzzi      |
| 53 kg  | Jonna Malmgren          | Stalwira Sorschusch | Zeynep Yetgil        |
| 53 kg  | Jonna Malmgren          | Stalwira Sorschusch | Maria Prevolaraki    |
| 55 kg  | Andreea Ana             | Erika Bognár        | Tatiana Debien       |
| 55 kg  | Andreea Ana             | Erika Bognár        | Katarzyna Krawczyk   |
| 57 kg  | Alina Hruschyna-Akobija | Jalə Əliyeva        | Ewelina Nikolowa     |
| 57 kg  | Alina Hruschyna-Akobija | Jalə Əliyeva        | Elena Brugger        |
| 59 kg  | Anastasia Nichita       | Julija Tkatsch      | Othelie Høie         |
| 59 kg  | Anastasia Nichita       | Julija Tkatsch      | Sandra Paruszewski   |
| 62 kg  | Iryna Koljadenko        | Grace Bullen        | Luisa Niemesch       |
| 62 kg  | Iryna Koljadenko        | Grace Bullen        | Biljana Dudowa       |
| 65 kg  | Mimi Christowa          | Irina Rîngaci       | Kriszta Incze        |
| 65 kg  | Mimi Christowa          | Irina Rîngaci       | Tetjana Rischko      |
| 68 kg  | Juliana Janewa          | Alla Belinska       | Nesrin Baş           |
| 68 kg  | Juliana Janewa          | Alla Belinska       | Koumba Larroque      |
| 72 kg  | Alexandra Anghel        | Buse Tosun          | Pauline Lecarpentier |
| 72 kg  | Alexandra Anghel        | Buse Tosun          | Dalma Caneva         |
| 76 kg  | Yasemin Adar            | Martina Kuenz       | Cătălina Axente      |
| 76 kg  | Yasemin Adar            | Martina Kuenz       | Cynthia Vescan       |

## Medaillenspiegel
| Rang                | Land                | Gold | Silber | Bronze | Gesamt |
| ------------------- | ------------------- | ---- | ------ | ------ | ------ |
| 1                   | Türkei              | 6    | 3      | 8      | 17     |
| 2                   | Aserbaidschan       | 5    | 6      | 3      | 14     |
| 3                   | Armenien            | 4    | 0      | 1      | 5      |
| 4                   | Ukraine             | 3    | 4      | 4      | 11     |
| 5                   | Bulgarien           | 3    | 3      | 5      | 11     |
| 6                   | Georgien            | 2    | 2      | 7      | 11     |
| 7                   | Rumänien            | 2    | 0      | 3      | 5      |
| 8                   | Ungarn              | 1    | 2      | 3      | 6      |
| 9                   | Moldau              | 1    | 2      | 1      | 4      |
| 10                  | Griechenland        | 1    | 1      | 1      | 3      |
| 11                  | Slowakei            | 1    | 0      | 1      | 2      |
| 12                  | Schweden            | 1    | 0      | 0      | 1      |
| 13                  | Frankreich          | 0    | 1      | 4      | 5      |
| 14                  | Norwegen            | 0    | 1      | 3      | 4      |
| 14                  | Serbien             | 0    | 1      | 3      | 4      |
| 16                  | Italien             | 0    | 1      | 2      | 3      |
| 17                  | Albanien            | 0    | 1      | 0      | 1      |
| 17                  | Österreich          | 0    | 1      | 0      | 1      |
| 17                  | San Marino          | 0    | 1      | 0      | 1      |
| 20                  | Deutschland         | 0    | 0      | 5      | 5      |
| 21                  | Polen               | 0    | 0      | 3      | 3      |
| 22                  | Kroatien *          | 0    | 0      | 1      | 1      |
| 22                  | Nordmazedonien      | 0    | 0      | 1      | 1      |
| 22                  | Tschechien          | 0    | 0      | 1      | 1      |
| Total (24 Nationen) | Total (24 Nationen) | 30   | 30     | 60     | 120    |